# Panzer Dragoon Orta
Panzer Dragoon Orta is een computerspel dat werd ontwikkeld door Smilebit en uitgegeven door Sega. Het spel kwam in 2002 uit voor de Xbox.

## Plot
Nadat The Empire weer zijn krachten heeft hersteld middels oude technologie om genetisch verbeterde draken te scheppen die krachtiger zijn, wordt een vallei aangevallen waarin het meisje Orta leeft. Orta weet te ontsnappen op de rug van een draak, maar leert dan over het ware doel van de aanval en haar rol in het stoppen van The Empire.

## Spel
Het spel is een rail shooter waarin de speler op de rug van een draak door het spel vliegt. De speler kan vijanden aanvallen en korte tijd langzamer of sneller vliegen. Orta's draak kan zich in drie verschillende vormen transformeren: Base wing, Heavy wing en Glide wing. Hiermee zijn verschillende speltechnieken mogelijk waarbij de speler sneller of sterker is.
Het spel is verdeeld in zogenaamde episodes. Aan het eind van elke episode krijgt de speler een cijfer voor het aantal verslagen vijanden.

## Ontvangst
| Recensiescore             | Recensiescore |
| Recensieverzamelaar       | Score         |
| ------------------------- | ------------- |
| Metacritic                | 90%           |
| Publicist                 | Score         |
| Electronic Gaming Monthly | 8,83          |
| Eurogamer                 | 8             |
| Famitsu                   | 35/40         |
| Game Informer             | 8,25          |
| GameSpot                  | 9             |
| GameSpy                   | 4/5           |
| IGN                       | 9,2           |

Panzer Dragoon Orta ontving positieve recensies. Men prees het grafische gedeelte, het verhaal en de muziek. Enige kritiek was er op de korte lengte en lage moeilijkheidsgraad van het spel.
Op aggregatiewebsite Metacritic heeft het spel een verzamelde score van 90%.

## Trivia
- Het spel is opgenomen in het boek 1001 Video Games You Must Play Before You Die van Tony Mott.